# Наталі Більська
Наталі Більська (англ. Natali Bilska) — українська модель, фотомодель, титулована «Княгиня Елегантність України-2021», засновниця проєкту «Star MODELS», входить до складу журі на конкурсах краси та є Національним директором в Україні.[джерело?]

## Біографія
Народилася 19 квітня у місті Бровари Київської області. Дитинство пройшло на Житомирщині, у Звягелі. Творчість у життя Наталії прийшла ще з дитячих років: дівчина захоплювалася світом моди та краси. У вільний час подобалося малювати ескізи суконь. Як зізнається Наталія: «Обожнювала дивитися програми про моделей, уявляла, що я також модель. Так сталось і в дорослому житті.» Модельне життя розпочалось у школі, коли дівчинці було 15 років. Тоді вона пішла на навчання до київської модельної школи «Beautiful models», що тривало один рік. Потім вступила до Київського ліцею Моди на гримера-візажиста при Київській академії прикладного мистецтва. Під час навчання брала участь в Міжнародному Фестивалі «Кришталевий Янгол» 2009-2011 рік, де разом з одногрупниками демонструвала свої артколекції, була нагороджена дипломом за професіоналізмом та підготовку шоу. Наразі Наталія модель, яка приїздить на зйомки зі своїм професійним макіяжем.

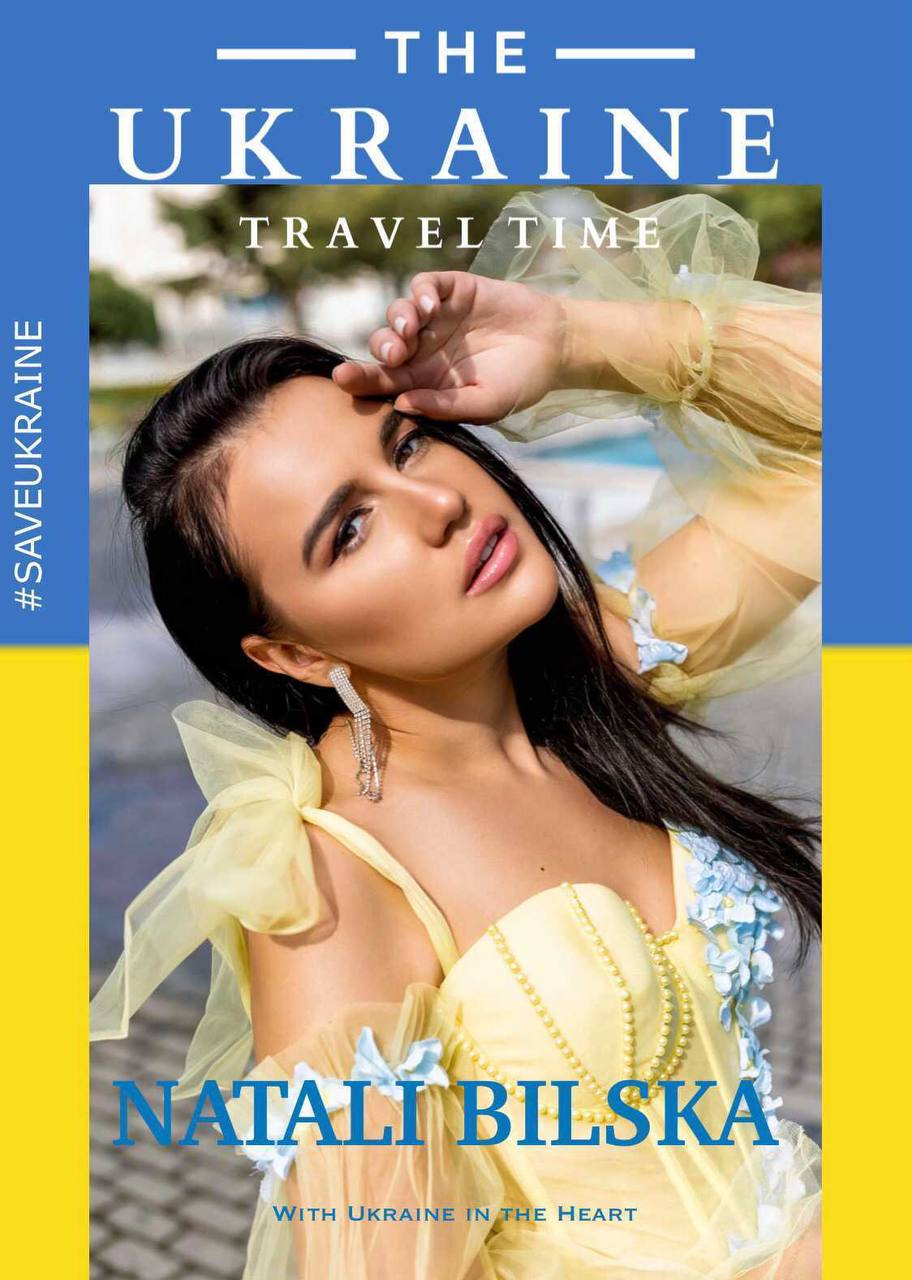
Обличчя обкладинки — Наталія Більська

### Професійна карьєра
Модельна школа дає знання та розкриває потенціал особистості, але багато чого залежить від самої моделі і її бажання різносторонньо розвиватися. Як розповідає Наталія, треба було ходити на кастинги, шукати скаутів, та ще більше інформації про можливості для моделей. Перший закордонний контракт, на який поїхала Наталія, це була Туреччина. Працювала там на фабриці, як манекен. Вже згодом контракти були в Єгипті та Європі. Пізніше здобула нові знання у моделінгу та набула досвіду роботи у цій, на перший погляд, легкій справі. Стала моделлю ексклюзив у Київському агентстві Vann Models. За час модельної діяльності спробувала безліч видів роботи, але найбільше подобається працювати на Fashion-зйомках та подіумі. У 2019 році працювала з кутюр'є Сергієм Єрмаковим. Брала участь у відкритті клубу Віденського балу в Україні 2019 року, а у 2021 знімалася для Fashion TV в Україні. Була обличчям бренду жіночої білизни та купальників DEW. [джерело?]
З 2019 по 2021 рік працювала з дітьми в моделінгу, займалась розвитком дітей та викладала дефіле в модельній школі Main People.
У 2021 році стала лауреатом премії за розвиток та популяризацію Beauty-індустрії в Україні «100 Успішних Українців», яку організовувала Тетяна Третьякова. У 2021 році взяла участь у національному конкурсі краси «Княгиня України 2021» та отримала титул «Княгиня Елегантність України 2021». Фінал Конкурсу проходив в драм театрі міста Чернігова, ведучий був Діма Коляденко, продюсер конкурсу — Олександр Главацький.

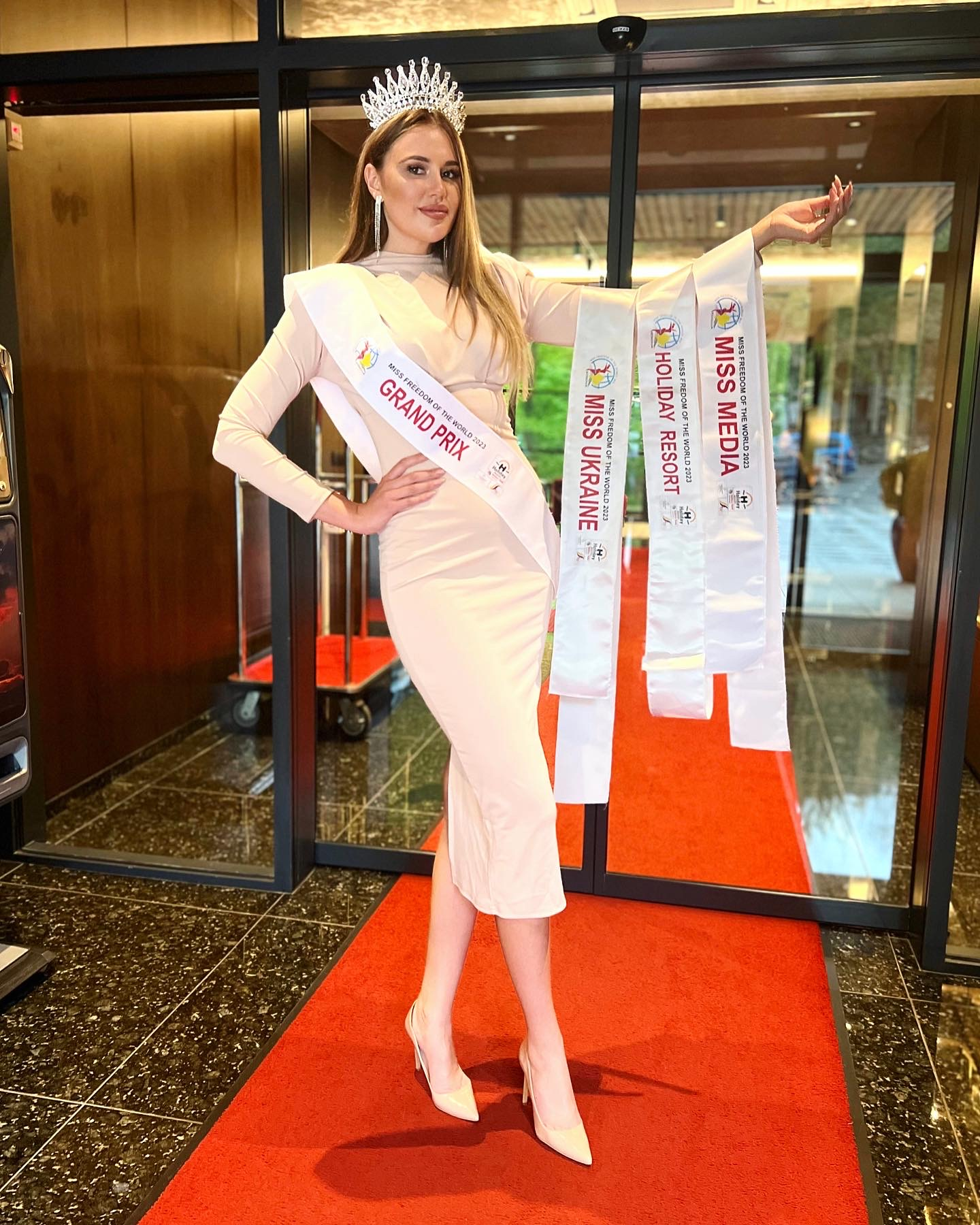
Наталія Більська з відзнаками

Після національного конкурсу запросили на міжнародний конкурс краси «Miss Eurasia 2022», де стала фіналісткою. Після участі в міжнародному конкурсі Наталію стали запрошувати до співпраці безліч брендів та конкурсів краси. Прикрашала обкладинку до Дня прапора «The Ukraine Travel Time» в патріотичній сукні від дизайнера Олени Ільжицької у 2022 році. Пізніше журнал нагородив відзнакою «Модель Року 2022».
В грудні 2022 забрала головний титул «Queen of Europe Models 2022» на проєкті «Queen of International Models 2022» що проходив у Лівані. Після чого на запрошення в січні 2023 року поїхала на ТОР конкурс краси «Miss Europe 2023» та отримала номінацію «Best voting». Національний костюм відбивала Олена Ільжицька, була представлена сукня в маках.[джерело?]
В травні 2023 року поїхала на проєкт Світового рівня «Miss Freedom of The World 2023», як «Міс Україна», аби представити країну та розповісти про війну всьому світові. Конкурс проводився у Косово, де модель забрала титул Grand Prix. Конкурс відбувався протягом одного місяця, організатором є Shpejtim Zeneli. Брали участь у конкурсі дівчата з усіх континентів. За час проєкту давала інтерв'ю міським телеканалам «10 канал Пристіна», брала участь у зйомках програми «Pastide», виходила у прямі ефіри, а канал Ora News в Албанії зняв цілий сюжет про Наталію, міс України, де говорили про російсько-українську війну.[джерело?]

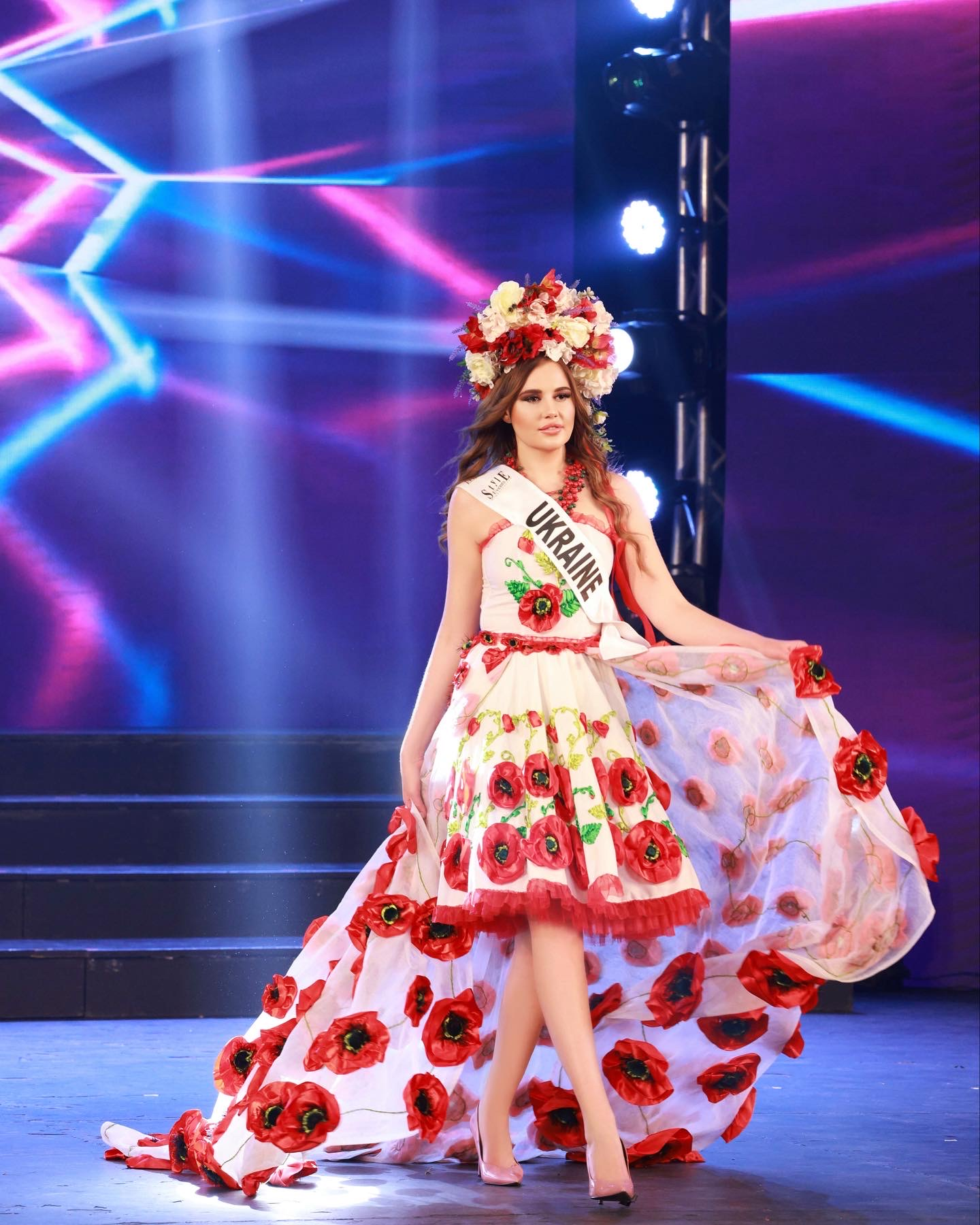
Міжнародний конкурс краси, де Наталія Більська презентує український національний костюм

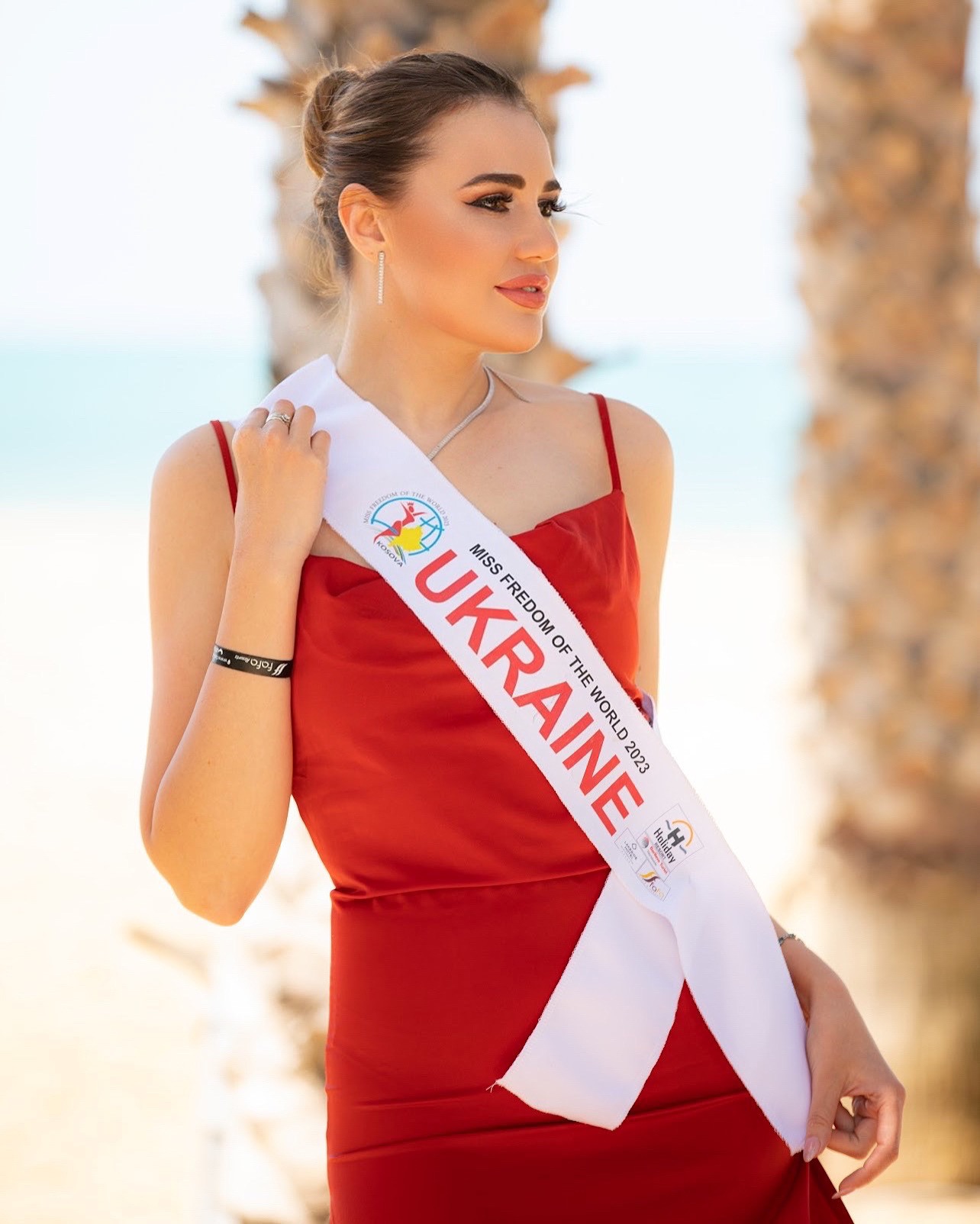
Miss Freedom of The World 2023 - Natali Bilska

В червні 2023 року була запрошена до Лівану на конкурс краси «Miss Top Model Universe 2023», де забрала один із головних титулів «Miss Europe»[джерело?]. На сьогодні Наталія Більська продовжує модельну діяльність та бере участь у нових модельних проєктах. В майбутньому модель планує відкрити рекламно-модельне агентство та активно займається розробкою свого бренду. Інтерв'ю для газети міста Звягель